# Péripétie

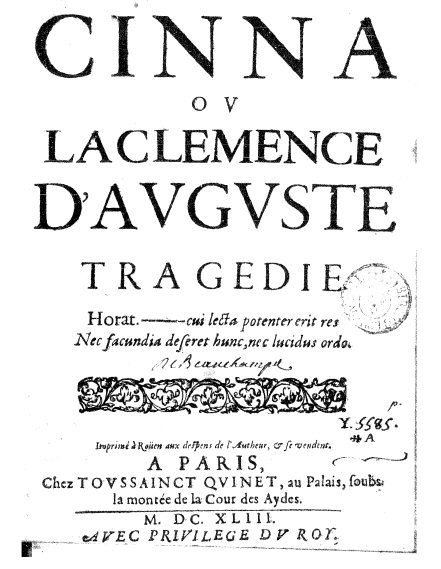
Une péripétie constitue le dénouement du Cinna de Corneille

Une péripétie (du grec περιπέτεια, substantif tiré de l'adjectif περιπετής : « qui tombe autour, qui tombe sur », lui-même dérivé de περιπίπτειν : « tomber autour de/sur »), désigne en général dans un poème épique, un roman, une pièce de théâtre, tout événement soudain qui change la situation et opère aussitôt une sorte de révolution dans l’action même et dans la situation des personnages. La première réflexion théorique sur la péripétie se trouve dans la Poétique d'Aristote (chap. 6, 1450a ; 11, 1425a ; etc.).
Dans la tragédie classique, on désigne plus particulièrement par le mot « péripétie » le revirement de situation plus ou moins complet (souvent appelé « coup de théâtre » par les Modernes) qui amène le dénouement. La péripétie ainsi conçue annonce soit la catastrophe, soit la réconciliation.
Au sens large, le terme peut désigner toutes les actions, qui, dans un récit, opèrent un changement de situation. L’ensemble des péripéties constitue l’intrigue ou le déroulement et permet de passer de la situation initiale à la situation finale. Cet ensemble est délimité par l’élément déclencheur et l’élément de résolution et il représente souvent la troisième étape d’un schéma narratif.
Un des moyens généraux de la péripétie est la reconnaissance (ou anagnorisis et son doublet anagnorismos), recommandée par Aristote qui en la matière illustre ses préceptes par des exemples tirés de la tragédie grecque. Le Stagirite recommande vivement d'associer la reconnaissance à une péripétie (Poét., 11, 1452a).
La péripétie peut aussi venir, sans incident extérieur, d’un simple changement de volonté, comme celle qui détermine le dénouement de Cinna, où Auguste incline à la clémence, en face même d’une situation qui appelait la vengeance et le châtiment.
Depuis Aristote, la poétique ancienne a donné, pour l’emploi de la péripétie, des règles qui, pour se deviner d’elles-mêmes, sont superflues : celle-ci doit être vraisemblable et avoir une relation intime avec le sujet de la pièce, du poème ou du roman. La péripétie peut enfin venir d’une cause étrangère, comme de l’intervention du deus ex machina des Anciens, élément qu’on lui pardonne pourtant en raison des beautés dont elle peut être la source.
Voltaire jugeait certains dénouements de Corneille froids et corrompus, parce que dénués de péripétie, ils n’excitent aucune surprise.
D'une manière plus générale, une péripétie, dans le langage courant, est un événement inattendu (par exemple dans la vie de quelqu’un). Dans cette acception, le terme est empreint d’une connotation négative et désigne fréquemment un événement fâcheux, qui ne survient pas seul et fait partie d'une série de faits similaires et plus ou moins désagréables.